# Бруэм, Джон
Джон Бру́эм (англ. John Brougham; 9 мая 1814 — 7 июня 1880) — британский актёр и драматург.

## Биография
Родился в Дублине. Его отец, художник, умер молодым, а мать не имела возможности содержать его, поэтому он был воспитан в доме дяди и получил медицинское образование, готовясь стать хирургом. Вследствие новой семейной трагедии, финансового краха его дяди, он остался без средств к существованию и решил попробовать себя в качестве актёра, впервые появившись на лондонской сцене в 1830 году в Уличном театре Тоттенхейма в пьесе  Tom and Jerry, в которой он играл сразу шесть ролей.
В 1831 году он был членом труппы мадам Вестрис, тогда же написав свою первую пьесу, бурлеск. Он оставался с мадам Вестрис до тех пор, пока она и Чарльз Мэтьюз владели Ковент-Гарденом, также став одним из авторов популярной комедии London Assurance. В 1840 году он возглавил Лицейский театр, для которого он написал несколько бурлесков, но в 1842 году переехал в Соединённые Штаты, где он стал членом труппы Бертона, для которой также написал несколько комедий. Позже он предпринял несколько попыток основать собственный театр, но они не были финансово успешными. Одновременно он сотрудничал с несколькими театрами и писал пьесы для них. В 1860 году вернулся в Лондон, где продолжал писать пьесы. После окончания Гражданской войны в США вернулся в Нью-Йорк и всё-таки сумел в 1869 году открыть собственный театр, который вскоре потерпел крах, после чего Бруэм вернулся к актёрской работе. В последний раз он вышел на сцену в 1879 году, а год спустя умер.
За свою жизнь он написал более 100 пьес, большинство из которых были забыты ещё при его жизни. В 1852 году редактировал журнал The Lantern, был основателем и президентом клуба Lotos в Нью-Йорке, опубликовал несколько книг.
Джон Бруэм был дважды женат, в 1838 году на Эмме Уильямс, а в 1844 году на Аннет Хоули, дочери капитана Нельсона. Обе были актрисами.